# جون راسيل (صناعي)
جون راسيل (بالإنجليزية: John Russell)‏ هو صناعي أمريكي، ولد في 25 ديسمبر 1821 في ديري في أيرلندا الشمالية، وتوفي في 24 ديسمبر 1896.